# Sommerwurzgewächse
Die Sommerwurzgewächse (Orobanchaceae) bilden eine Pflanzenfamilie in der Ordnung der Lippenblütlerartigen (Lamiales).

## Beschreibung

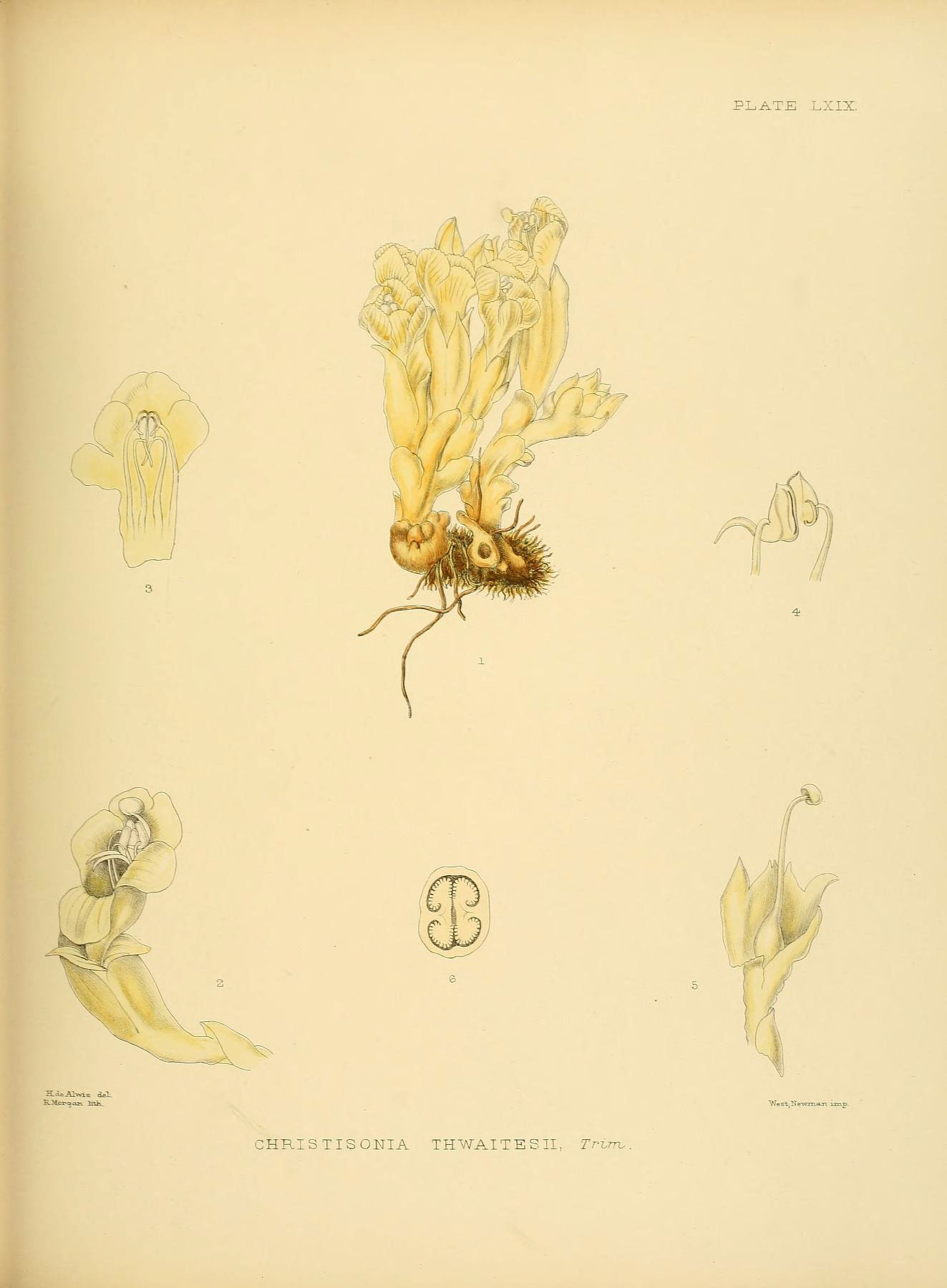
Tribus Orobancheae: Illustration von Christisonia thwaitesii aus A hand-book to the flora of Ceylon, Tafel LXIX

### Vegetative Merkmale
Sie wachsen meist als ausdauernde krautige Pflanzen, selten als Sträucher. Es sind meistens hemiparasitische Pflanzen; mehrere Verwandtschaftskreise in der Familie haben unabhängig voneinander Holoparasiten (beispielsweise Epifagus, Orobanche) entwickelt. Die Laubblätter sind oft gezähnt bis tief gelappt.

### Generative Merkmale
Sie haben meist traubige Blütenstände. Die zwittrigen Blüten sind zygomorph mit doppelter Blütenhülle. Die fünf Kronblätter sind zu einer Röhre verwachsen. Pro Blüte gibt es vier Staubblätter. Es werden Kapselfrüchte gebildet.

## Systematik und Verbreitung

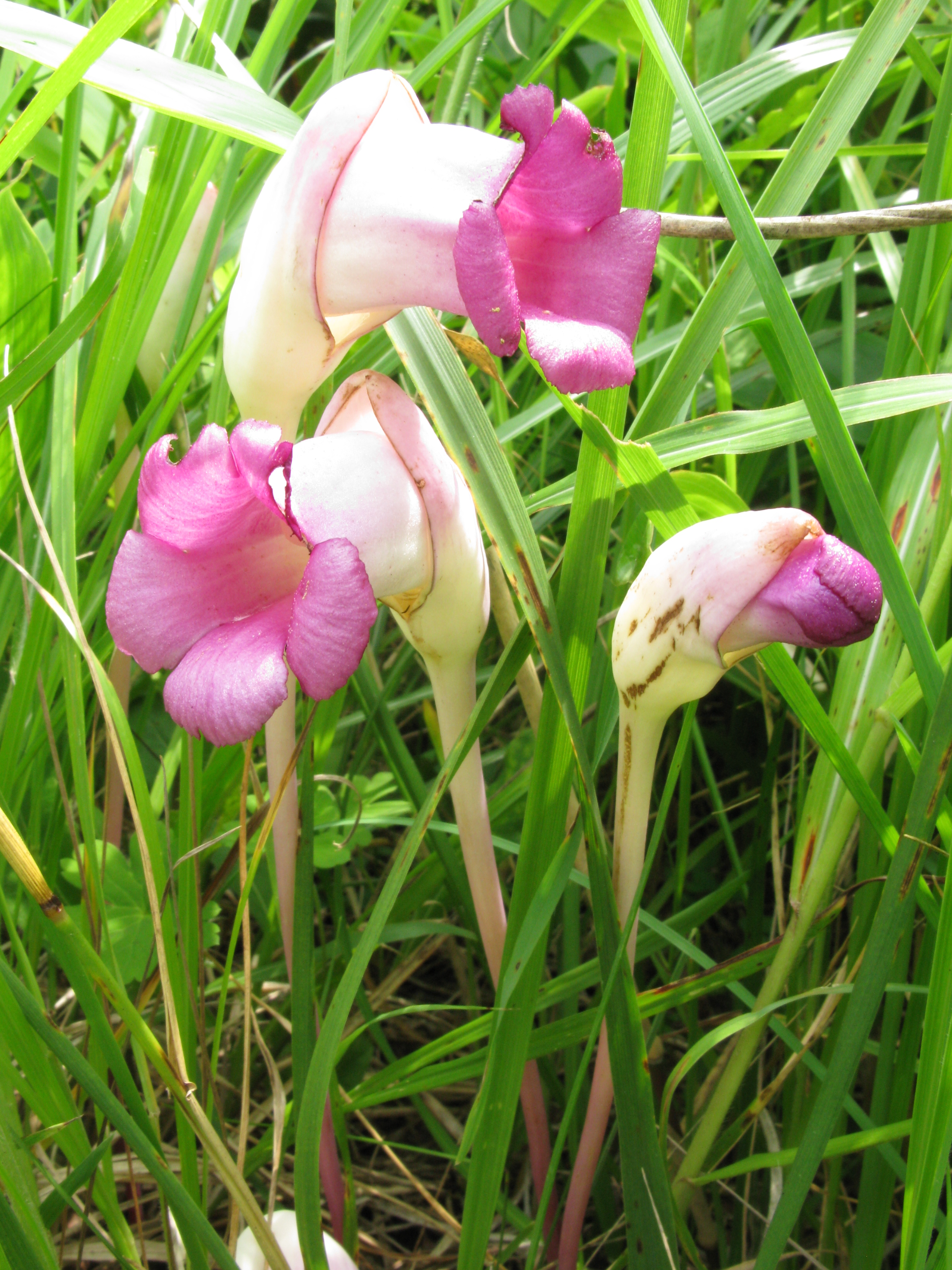
Tribus Orobancheae: Aeginetia sinensis

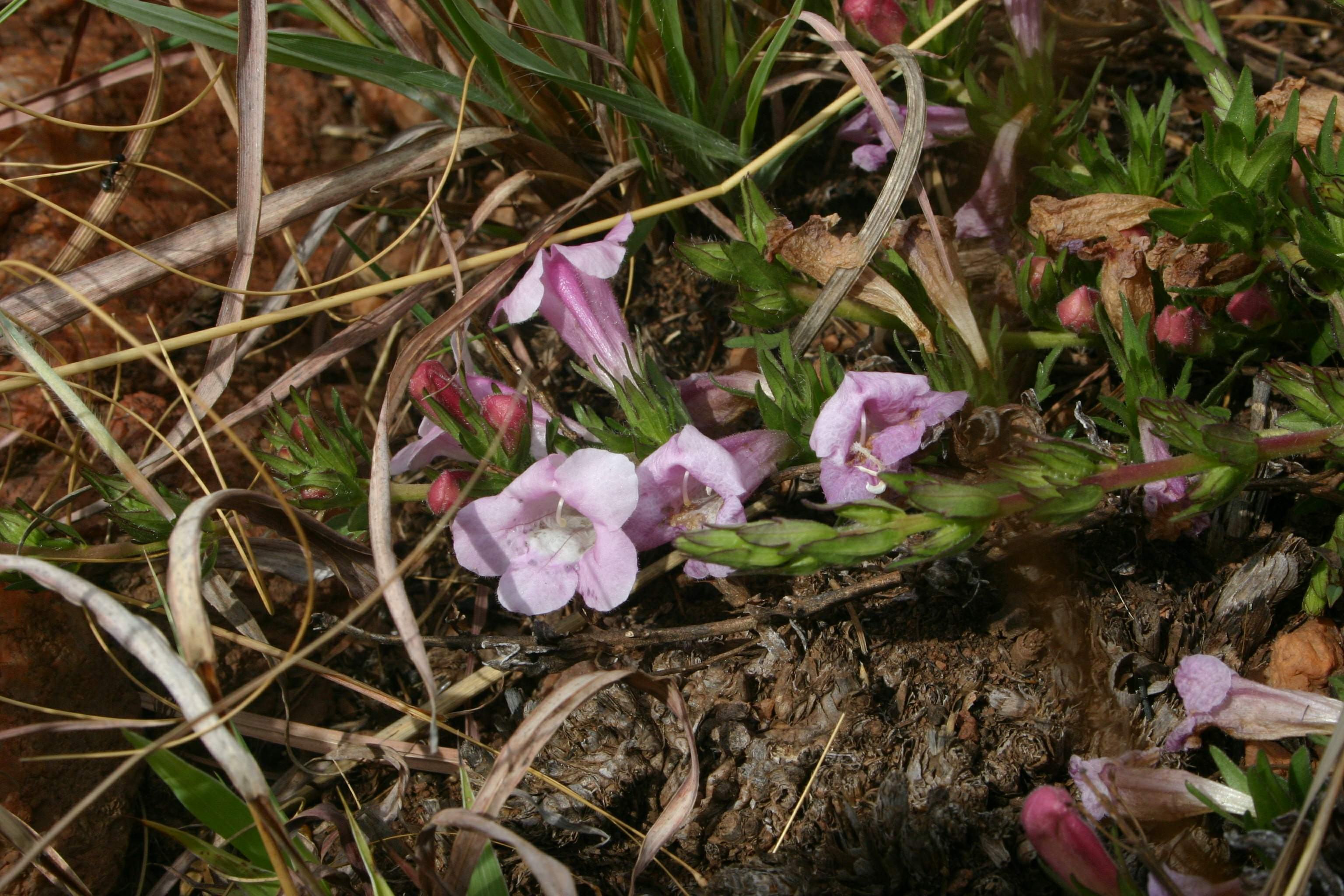
Tribus Buchnereae: Graderia subintegra

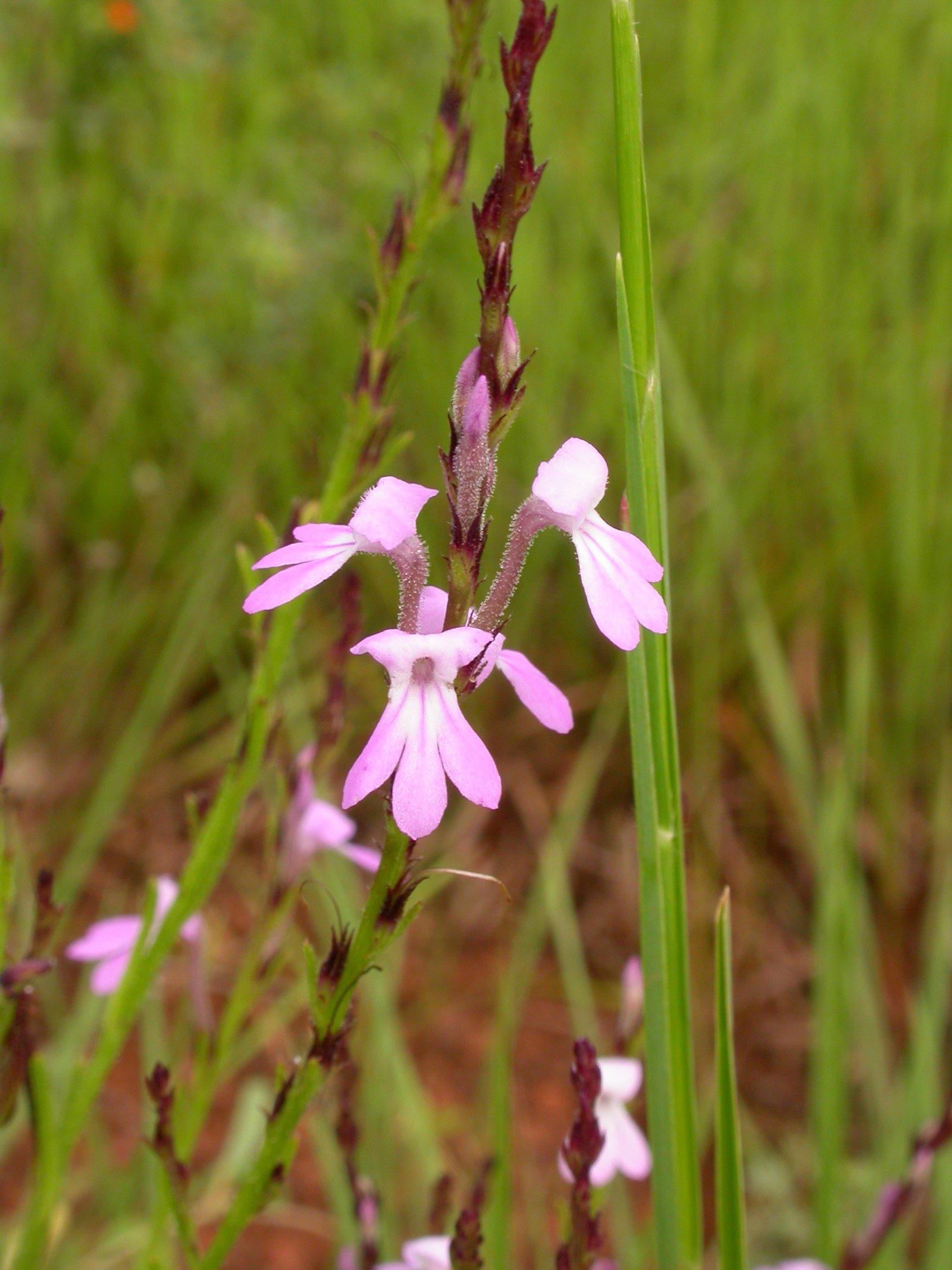
Tribus Buchnereae: Striga bilabiata

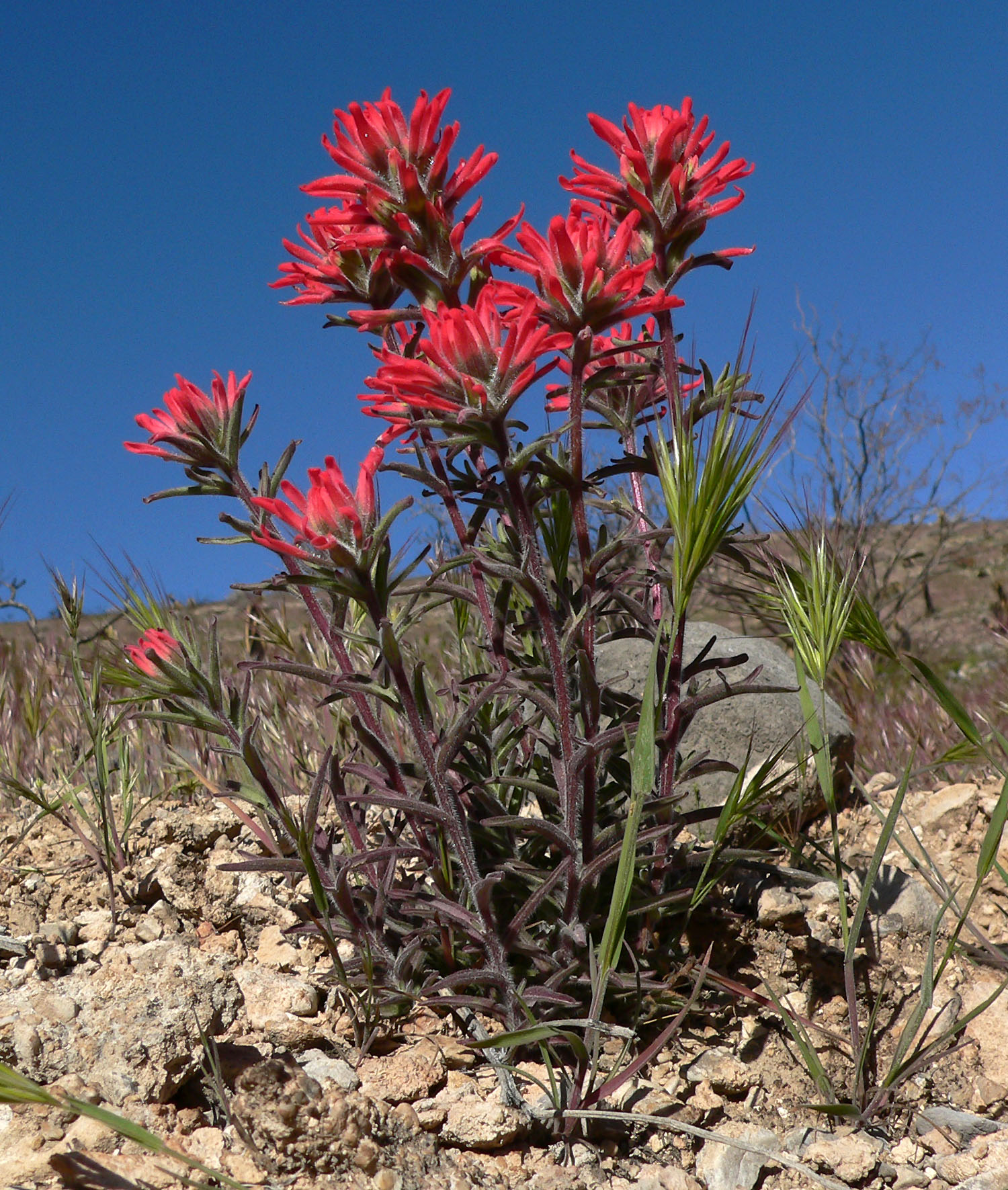
Tribus Castillejeae: Castilleja angustifolia

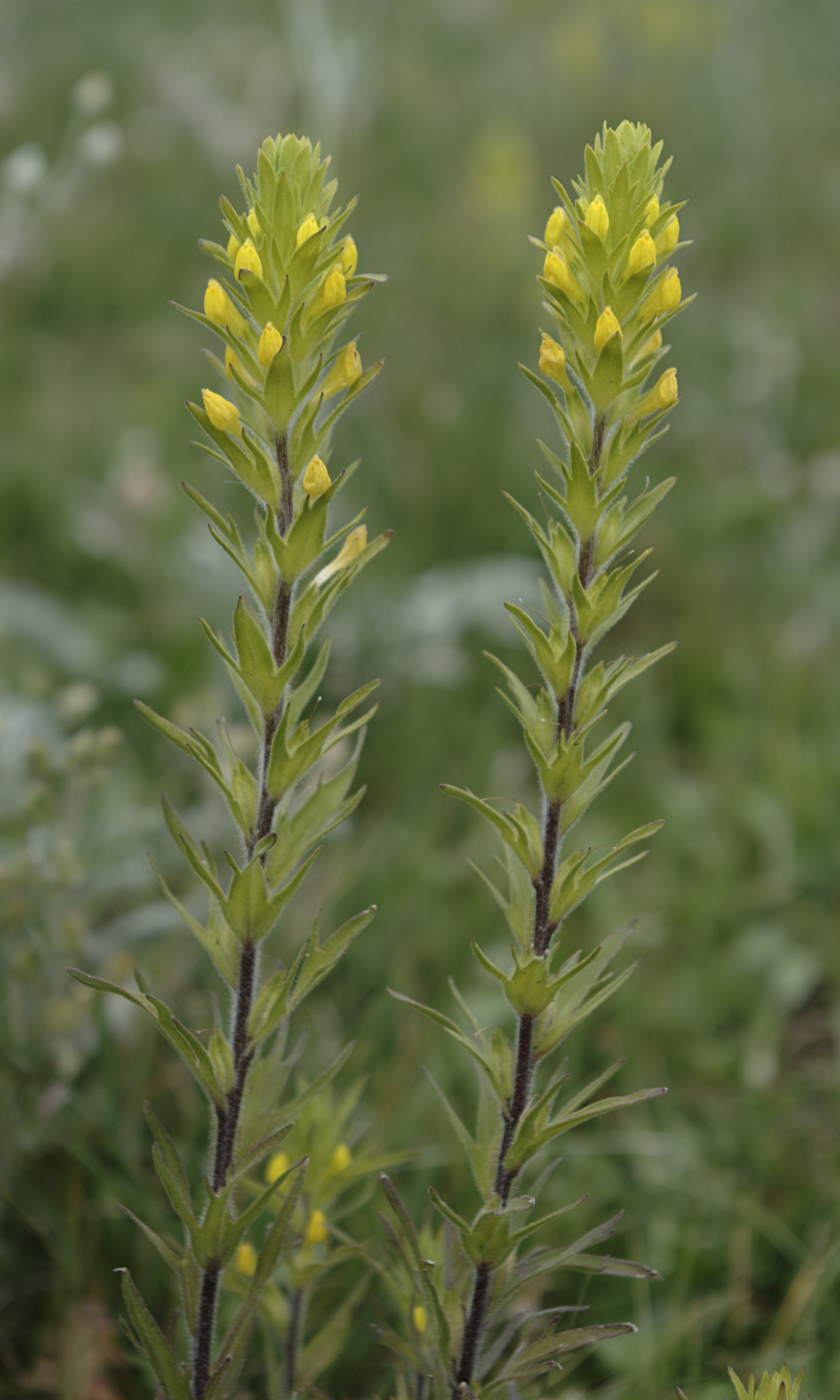
Tribus Castillejeae: Orthocarpus luteus

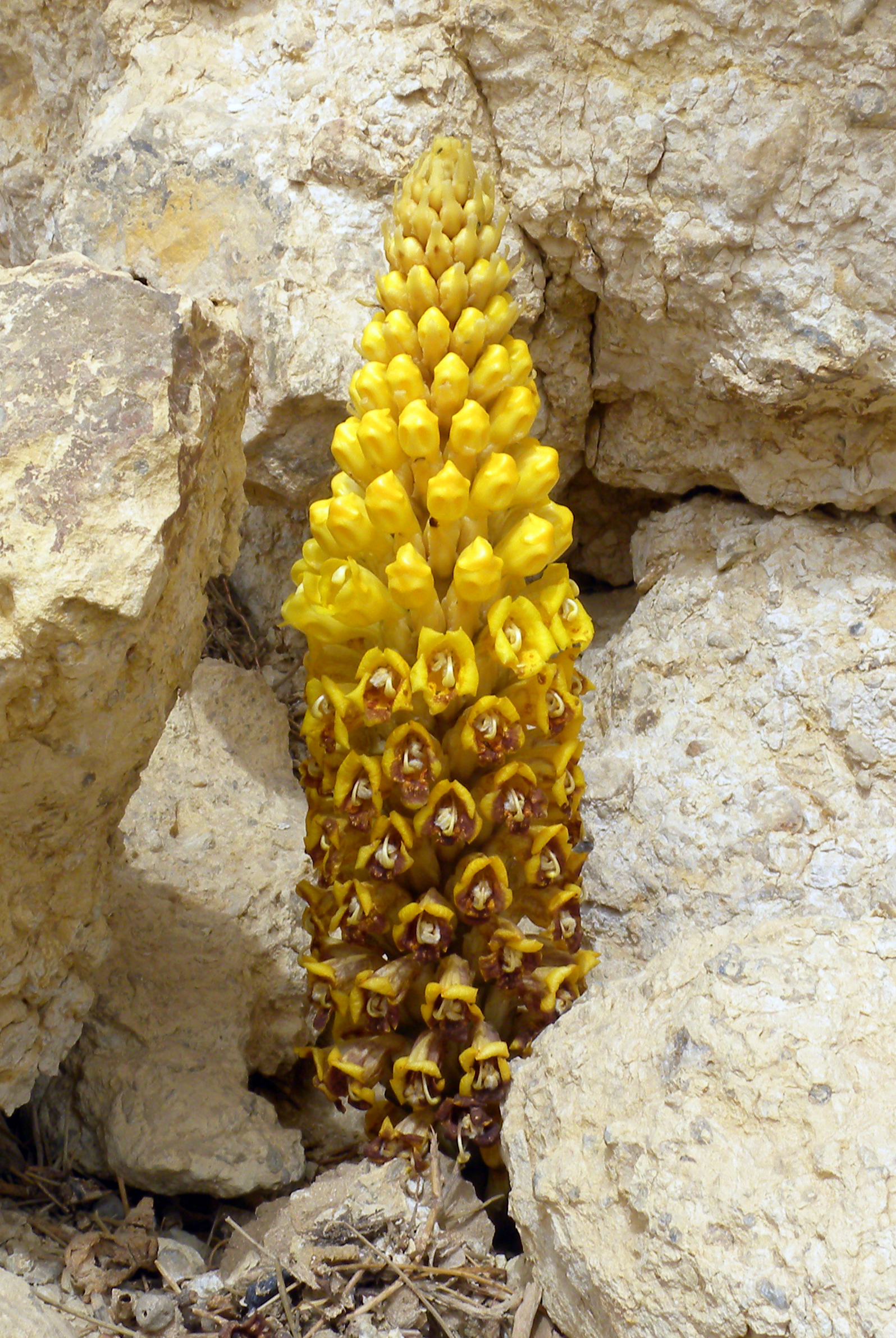
Tribus Orobancheae: Cistanche tubulosa

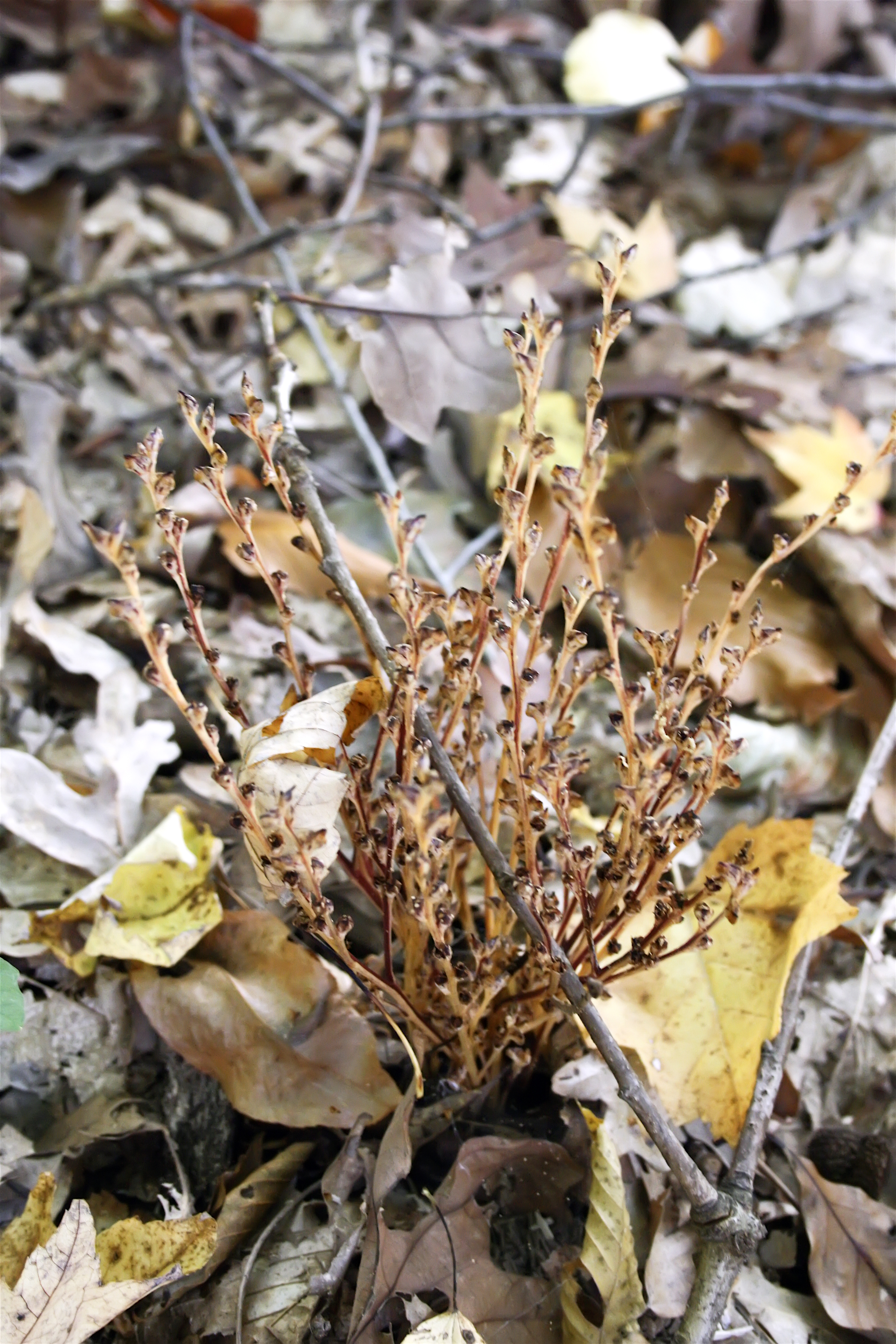
Tribus Orobancheae: Epifagus virginiana

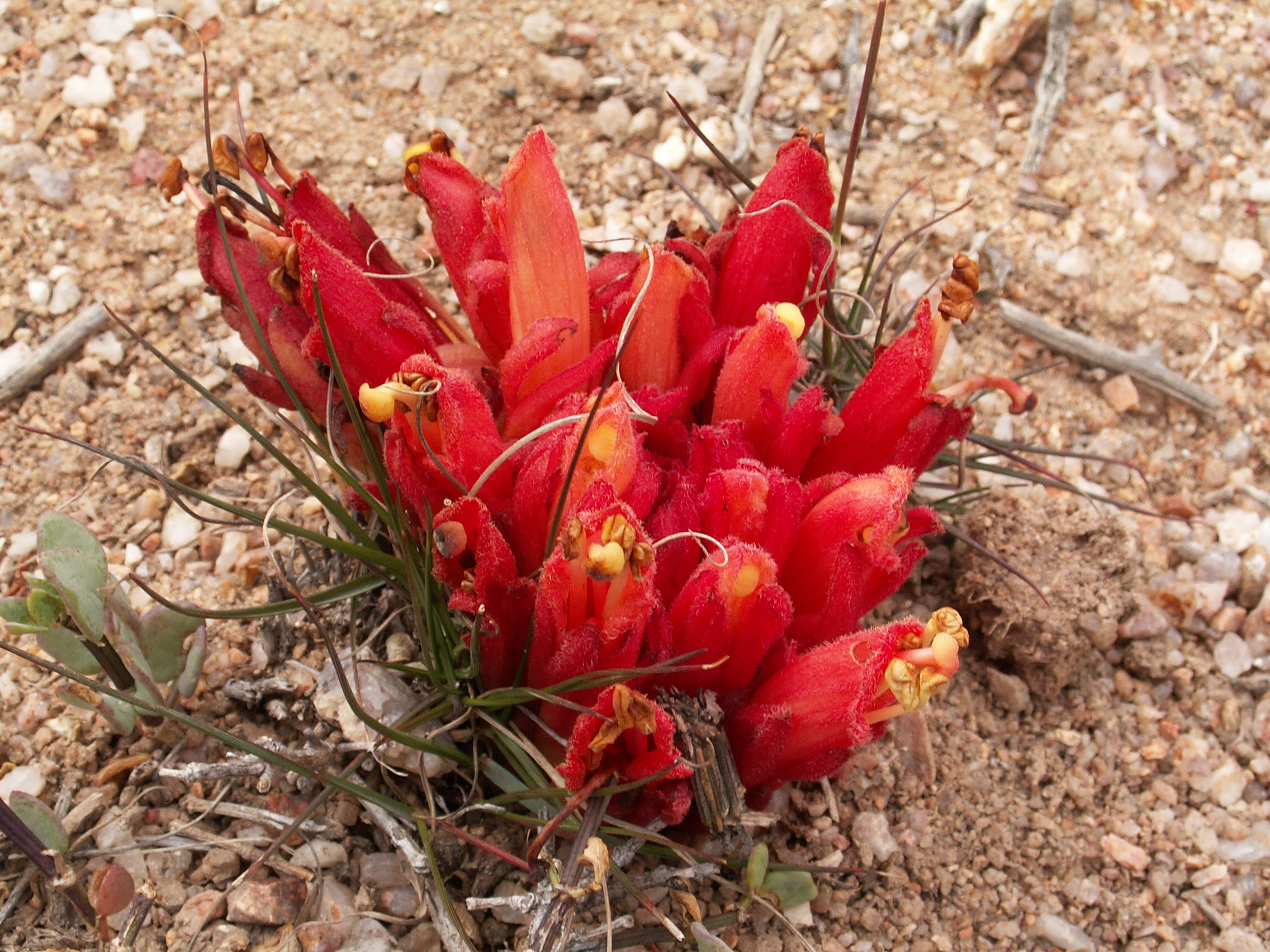
Tribus Orobancheae: Hyobanche sanguinea

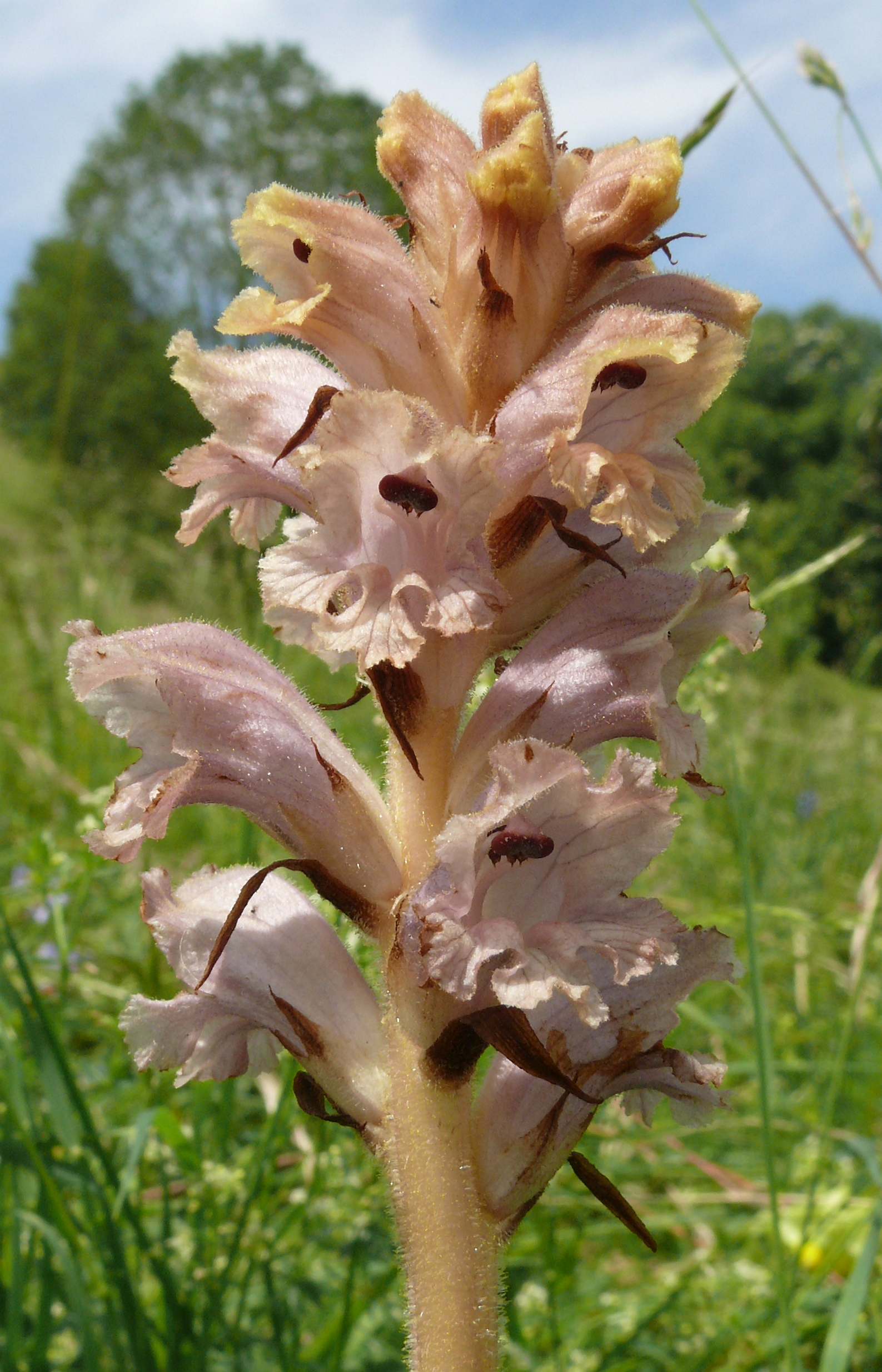
Tribus Orobancheae: Nelken-Sommerwurz (Orobanche caryophyllacea)

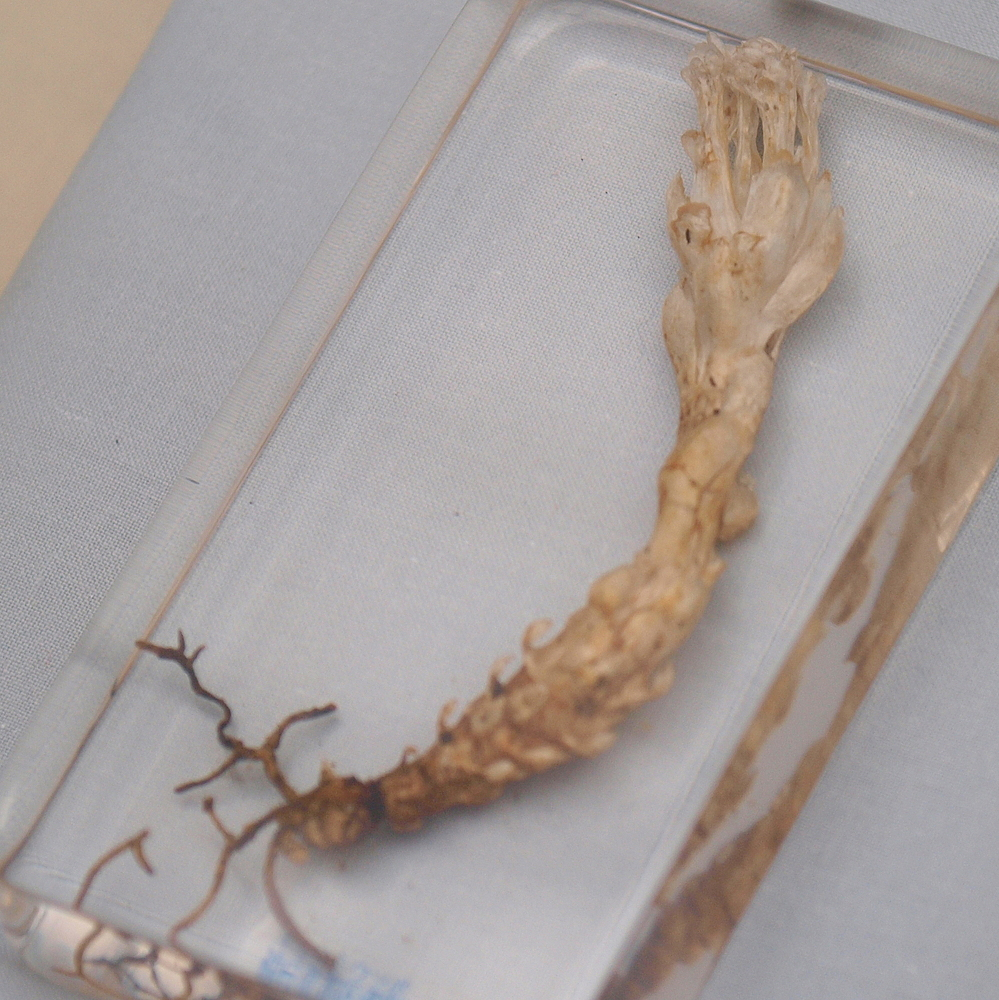
Tribus Orobancheae: Habitus und Blüten von Phacellanthus tubiflorus

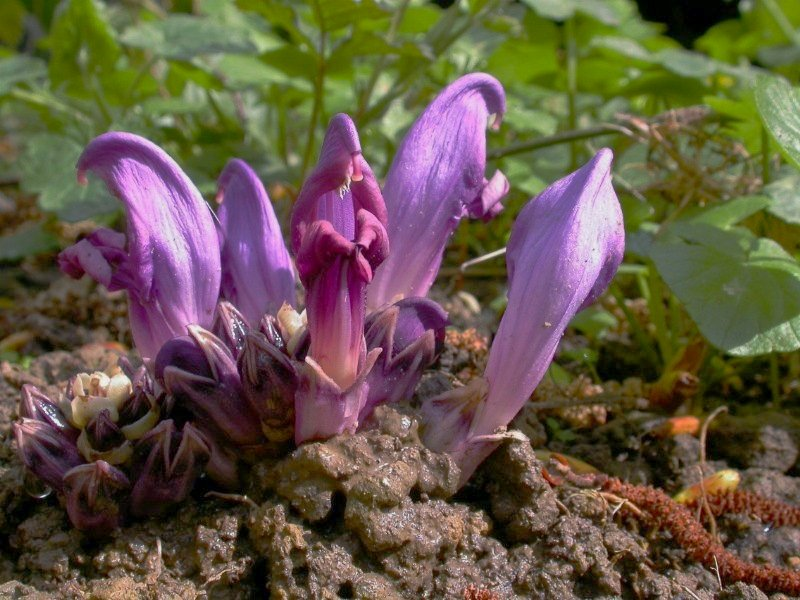
Tribus Rhinantheae: Verborgene Schuppenwurz (Lathraea clandestina)

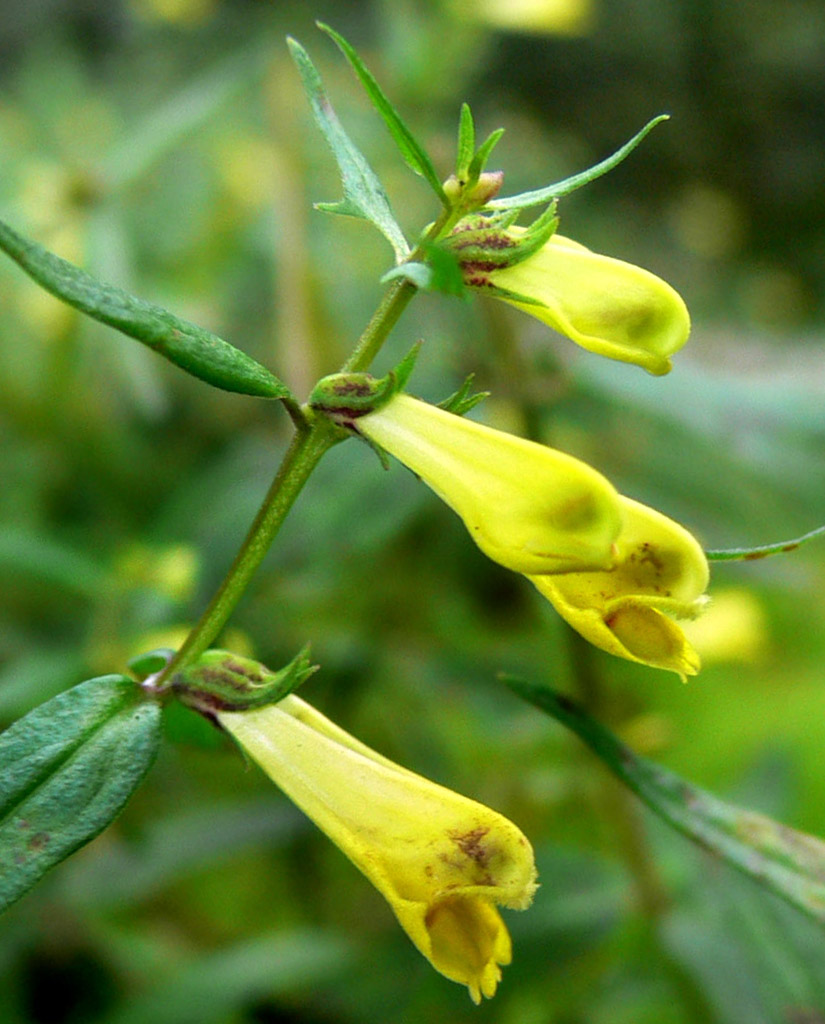
Tribus Rhinantheae: Wiesen-Wachtelweizen (Melampyrum pratense)

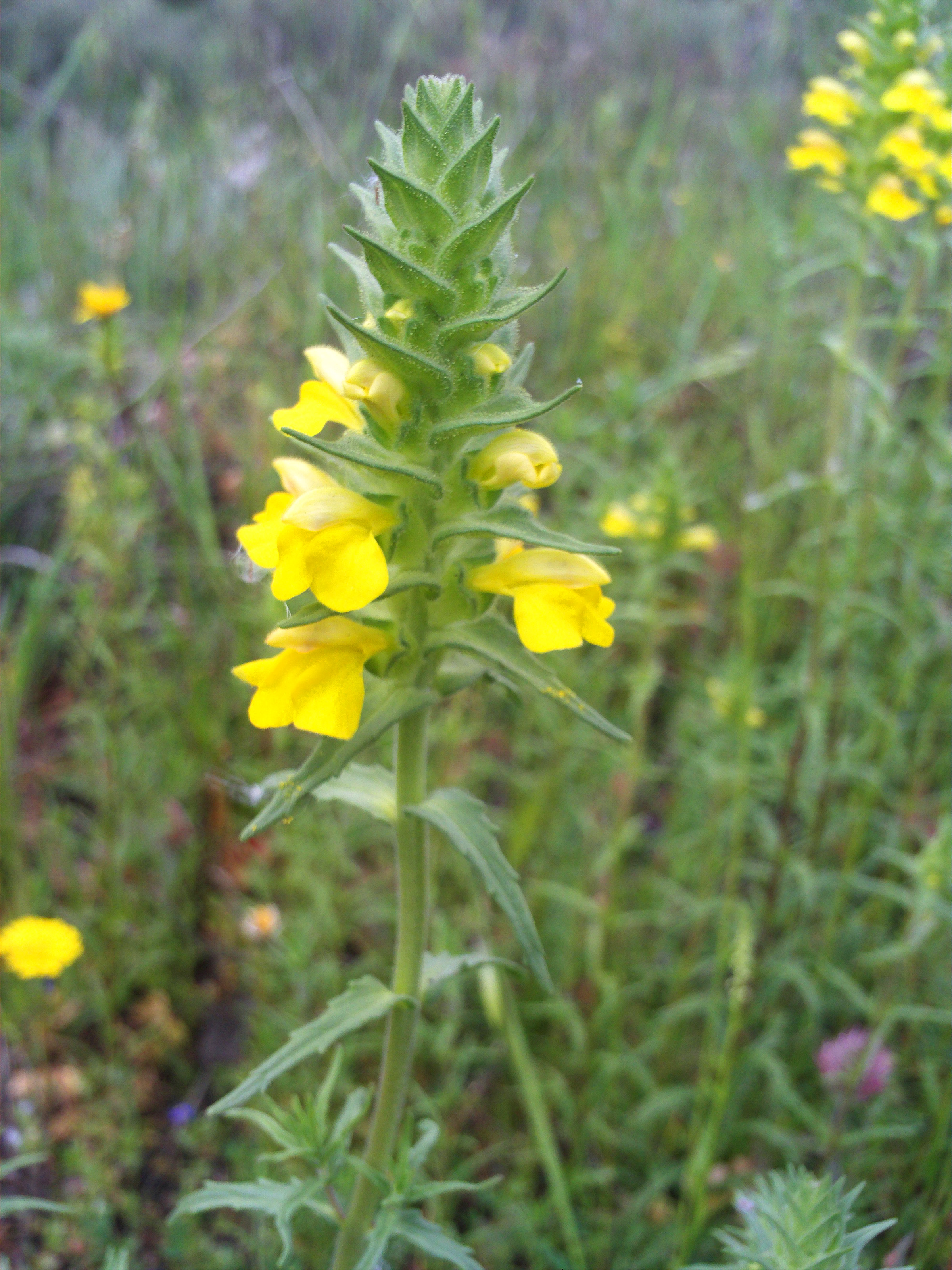
Tribus Rhinantheae: Klebrige Parentucellie (Parentucellia viscosa)

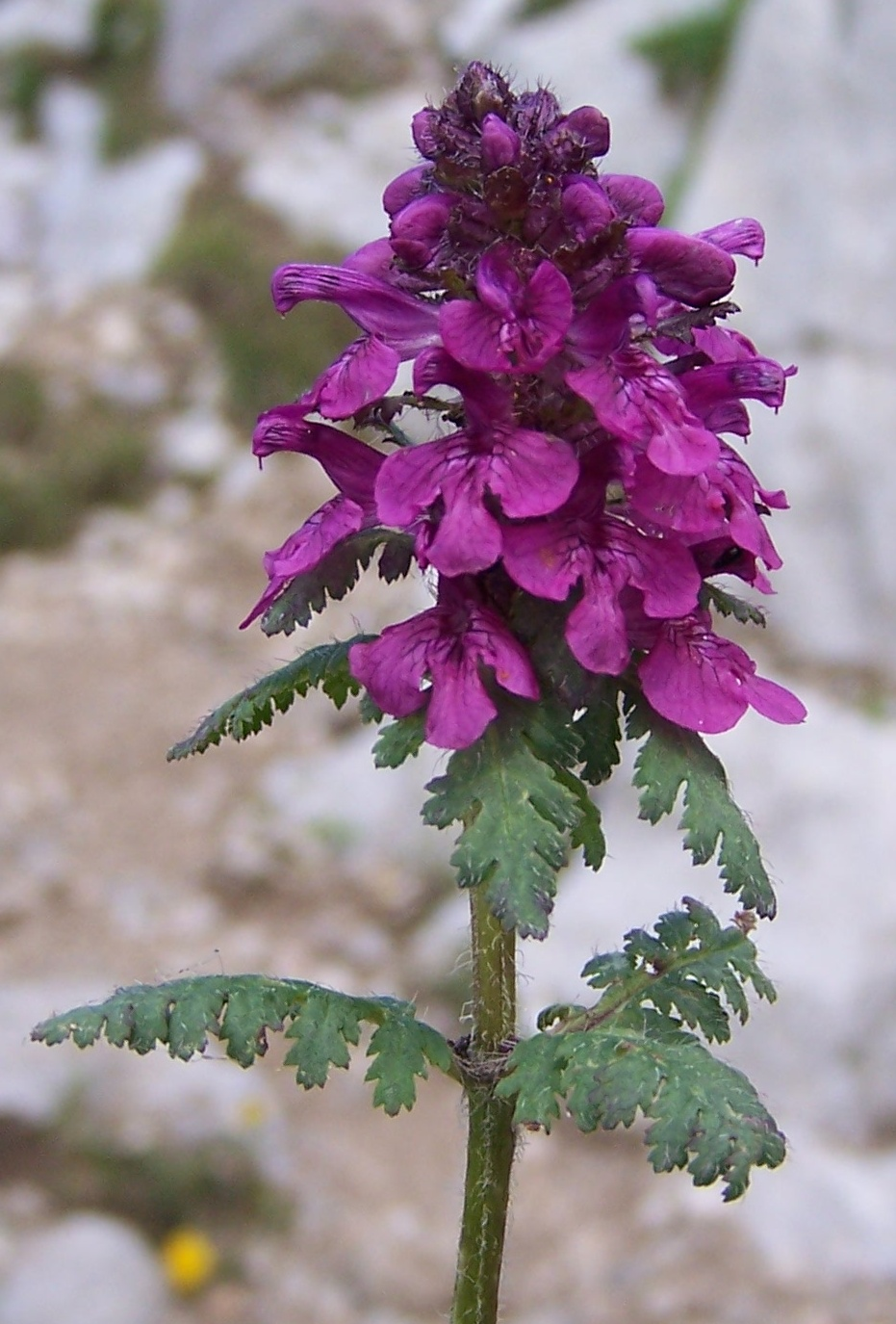
Tribus Rhinantheae: Quirlblättriges Läusekraut (Pedicularis verticillata)

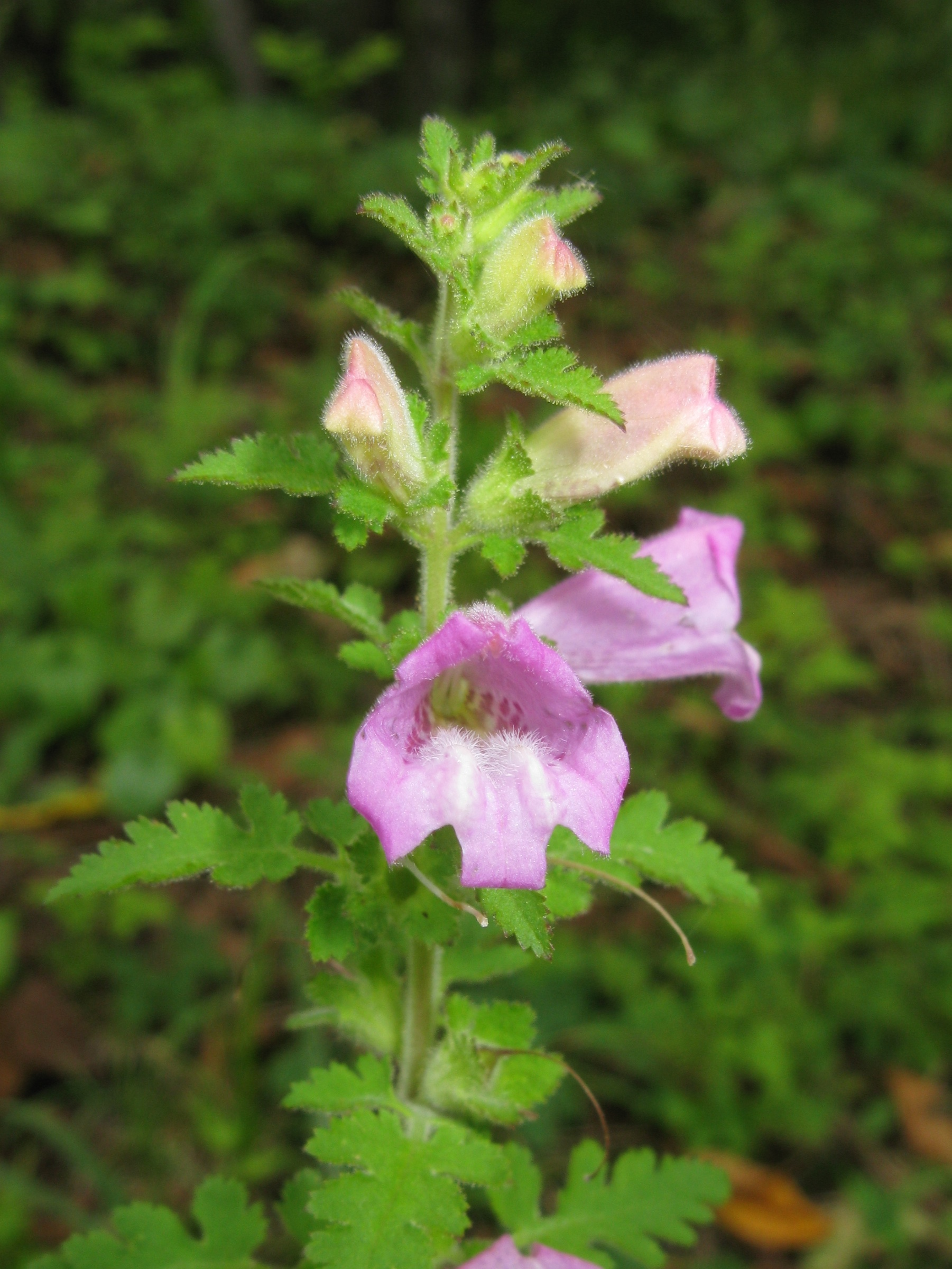
Tribus Rhinantheae: Blütenstand von Phtheirospermum japonicum

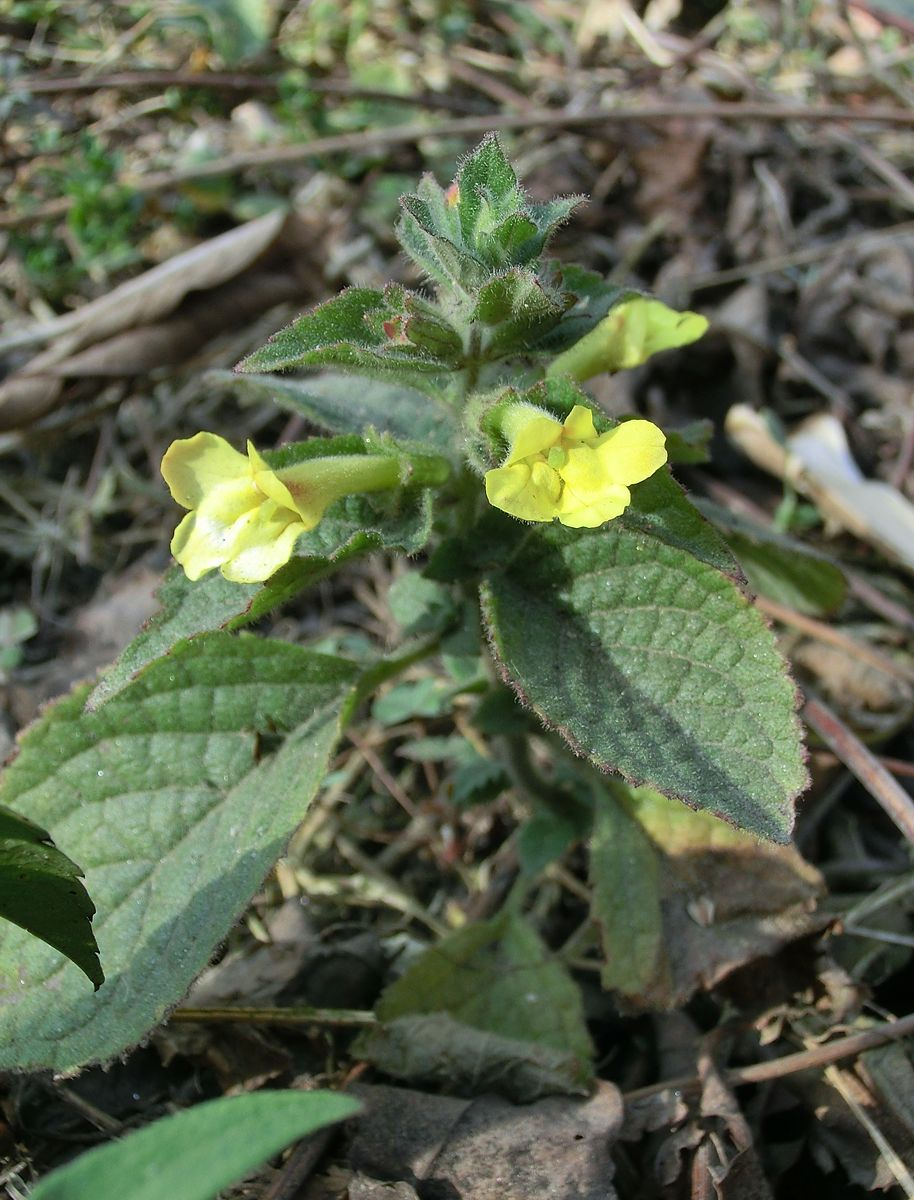
Lindenbergia grandiflora

Die Familie Orobanchaceae wurde 1799 durch Étienne Pierre Ventenat in Tableau du Regne Vegetal 2, S. 292 unter dem Namen „Orobanchoideae“ aufgestellt. Typusgattung ist Orobanche L. Synonyme für Orobanchaceae Vent. nom. cons. sind: Aeginetiaceae Livera, Cyclocheilaceae Marais, Melampyraceae Rich. ex Hook. & Lindl., Nesogenaceae Marais, Pedicularidaceae Juss., Phelypaeaceae Horan., Rhinanthaceae Vent., Scrophulariaceae tribus Buchnereae, Scrophulariaceae tribus Rhinantheae.
Die Familie der Sommerwurzgewächse (Orobanchaceae) gehört zur Ordnung der Lippenblütlerartigen (Lamiales).
Arten der Sommerwurzgewächse sind nahezu weltweit verbreitet, meist sind sie jedoch in Gebieten mit gemäßigtem Klima zu finden. Bei der Verbreitung der Gattungen lassen sich Schwerpunkte auf der Nordhalbkugel oder aber in der Alten Welt feststellen. Etwa 3/5 der Gattungen sind nur auf der Nordhalbkugel verbreitet, elf Gattungen sind auf beiden Halbkugeln zu finden. Die mit mehr als 350 Arten größte Gattung der Familie, die Läusekräuter (Pedicularis), hat ihren Verbreitungsschwerpunkt im Himalaya; Castilleja mit mehr als 200 Arten kommt hauptsächlich im westlichen Nordamerika vor; die etwa 150 Arten der Sommerwurzen (Orobanche) haben ihren Verbreitungsschwerpunkt im Mittelmeerraum. Die etwa 170 Arten umfassende Gattung der Augentroste (Euphrasia) zeigt ein ungewöhnliches Verbreitungsgebiet: Sie kommt sowohl auf der Südhalbkugel als auch in der Alten Welt auf der Nordhalbkugel vor. Auch fast alle der etwa 100 Arten der Buchnera kommen in den tropischen und gemäßigten Gebieten der Alten Welt vor. Viele der restlichen Gattungen der Familie bestehen nur aus wenigen Arten und sind nur durch begrenzte Vorkommen bekannt.
Je nach Autor werden zwischen 80 und etwa 100 Gattungen mit 1700 bis 2100 Arten zur Familie Orobanchaceae gerechnet.
Die Familie Orobanchaceae wird in mehrere Tribus gegliedert. Bei manchen Autoren gibt es die Tribus Pedicularideae Duby s. l. mit mehreren Subtribus, beispielsweise Castillejinae; in der Darstellung hier haben sie den Rang von Tribus, also ist hier die Tribus Pedicularideae s. l. in mehrere Tribus aufgegliedert:
- Tribus Buchnereae Benth.: Es sind etwa 19 Gattungen enthalten:
  - Bardotia Eb.Fisch., Schäferh. & Kai Müll.: Sie wurde 2012 aufgestellt und enthält nur eine Art:
    - Bardotia ankaranensis Eb.Fisch., Schäferh. & Kai Müll.: Sie gedeiht auf Kalkstein im „Tsingy“ genannten Karstgebiet nur im nördlichen Madagaskar.[5]

  - Baumia Engl. & Gilg: Sie enthält nur eine Art:
    - Baumia angolensis Engl. & Gilg: Sie kommt nur in Angola vor.[6]

  - Buchnera L.: Diese Hemiparasiten sind mit mehr als 100 Arten weitverbreitet, mit dem Schwerpunkt der Artenvielfalt in Afrika.[6]
  - Centranthera R.Br.: Die fünf bis sechs Arten sind von China bis Australien verbreitet.[6]
  - Cycniopsis Engl.: Die nur zwei Arten sind im tropischen Afrika verbreitet und eine davon reicht bis zur Arabischen Halbinsel.
  - Cycnium E.Mey. ex Benth.: Die etwa 15 Arten sind in Afrika verbreitet.
  - Ghikaea G.Volkens & G.Schweinfurth: Sie enthält nur eine Art:
    - Ghikaea speciosa (Rendle) Diels: Sie kommt in Äthiopien, Somalia und Kenia vor.

  - Graderia Benth.: Die vier bis fünf Arten sind in Afrika und auf Sokotra verbreitet.
  - Hiernia S.Moore: Sie enthält nur eine Art:
    - Hiernia angolensis S.Moore: Sie kommt nur in Angola und Namibia vor.[6]

  - Parasopubia Hofmann & Eb.Fischer: Sie wurde 2004 aufgestellt und enthält nur zwei Arten in Südostasien.
  - Parastriga Mildbr.: Sie enthält nur eine Art:
    - Parastriga alectroides Mildbr.: Sie ist im tropischen Zentral- und Ostafrika verbreitet.

  - Petitmenginia Bonati: Die nur zwei Arten sind in China (beide Arten), Kambodscha, Laos und Thailand verbreitet.[7]
  - Pseudosopubia Engl.: Die fünf bis sieben Arten sind im nordöstlichen tropischen Afrika und in Angola verbreitet.
  - Pseudostriga Bonati: Sie enthält nur eine Art:
    - Pseudostriga cambodiana Bonati: Sie ist in Südostasien verbreitet.

  - Rhamphicarpa Benth.: Die etwa sechs Arten sind in Afrika, Indien und Australien verbreitet.
  - Sieversandreas Eb.Fisch.: Sie enthält nur eine Art:
    - Sieversandreas madagascarianus Eb.Fisch.: Sie kommt nur in Madagaskar vor.

  - Sopubia Buch.-Ham. ex D.Don: Die 40 bis 60 Arten sind in Afrika und Asien verbreitet.
  - Afrikanische Hexenkräuter (Striga Lour.): Die 33 bis 40 Arten sind in der Paläotropis verbreitet.
  - Tetraspidium Baker: Sie enthält nur eine Art:
    - Tetraspidium laxiflorum Baker: Sie kommt nur in Madagaskar vor.

- Tribus Buttonieae (unsicher): Es sind etwa fünf Gattungen enthalten:
  - Buttonia McKen ex Benth.: Die nur zwei bis drei Arten sind in Afrika verbreitet.
  - Leucosalpa Scott-Elliot: Die etwa drei Arten kommen nur auf Madagaskar vor.
  - Radamaea Benth.: Die fünf Arten kommen nur in Madagaskar vor.
  - Rhaphispermum Benth.: Sie enthält nur eine Art:
    - Rhaphispermum gerardioides Benth.: Sie kommt nur in Madagaskar vor.

  - Thunbergianthus Engl.: Die nur zwei Arten sind in Afrika verbreitet.

- Tribus Castillejeae G.Don: Es sind etwa sieben Gattungen mit etwa 220 Arten enthalten:
  - Castilleja Mutis ex L. f.: Die mehr als 200 Arten sind hauptsächlich in der Neuen Welt verbreitet.[8]
  - Clevelandia Greene: Sie enthält nur eine Art:
    - Clevelandia bildingii (Greene) Greene: Sie kommt nur in Kalifornien vor.

  - Cordylanthus Nutt. ex Benth.: Die etwa 18 Arten sind im westlichen Nordamerika verbreitet.
  - Gentrya Breedlove & Heckard (manchmal in Castilleja): Sie enthält nur eine Art:
    - Gentrya racemosa Breedlove & Heckard: Dieser Endemit kommt nur in der Sierra Surutato im mexikanischen Bundesstaat Sinaloa vor.

  - Ophiocephalus Wiggins (manchmal in Castilleja): Sie enthält nur eine Art:
    - Ophiocephalus angustifolius Wiggins: Es ist ein Endemit in Niederkalifornien.

  - Orthocarpus Nutt.: Die etwa neun Arten sind in der Neuen Welt verbreitet.
  - Triphysaria Fisch. & C.A.Mey.: Die fünf bis sechs Arten sind im westlichen Nordamerika (hauptsächlich in Kalifornien) verbreitet und eine Art kommt in China vor.[7]

- Tribus Cymbarieae D.Don: Sie enthält fünf bis sechs Gattungen mit etwa 14 Arten:
  - Bungea C.A.Mey.: Die nur zwei Arten sind in Asien verbreitet.
  - Cymbaria L.: Die etwa vier Arten sind in Russland und China verbreitet.
  - Lesquereuxia Boiss. (manchmal in Siphonostegia Benth.): Sie enthält nur eine Art:
    - Lesquereuxia syriaca Boiss. & Reut.: Sie ist im östlichen Mittelmeerraum verbreitet.

  - Monochasma Maxim. ex Franch. & Sav.: Die zwei bis vier Arten sind in Ostasien verbreitet.
  - Schwalbea L.: Sie enthält nur eine Art:
    - Schwalbea americana L.: Sie ist im östlichen Nordamerika verbreitet.

  - Siphonostegia Benth.: Die zwei bis drei Arten sind in Griechenland, in Vorder- und in Ostasien verbreitet.

- Tribus Escobedieae Benth.: Sie enthält etwa acht Gattungen:
  - Alectra Thunb.: Die (30 bis) etwa 40 Arten im tropischen Afrika und Asien verbreitet.[6]
  - Escobedia Ruiz & Pav.: Die 8 bis 15 Arten sind in der Neotropis verbreitet.
  - Magdalenaea Brade: Sie enthält nur eine Art:
    - Magdalenaea limae Brade: Sie ist im südöstlichen Brasilien verbreitet.

  - Melasma P.J.Bergius: Die (7 bis) etwa 20 Arten sind im tropischen Afrika und in der Neotropis verbreitet.
  - Nothochilus Radlk.: Sie enthält nur eine Art:
    - Nothochilus coccineus Radlk.: Sie ist in Brasilien verbreitet.

  - Physocalyx Pohl: Die ein bis zwei Arten sind in Brasilien verbreitet.
  - Pseudomelasma Eb.Fisch.: Sie enthält nur eine Art:
    - Pseudomelasma pedicularioides (Baker) Eb.Fisch.: Sie kommt nur im zentralen Madagaskar vor.

  - Vellosiella Baill.: Die zwei bis drei Arten sind in Brasilien verbreitet.

- Tribus Gerardieae Benth.: Sie enthält etwa zwölf Gattungen:
  - Agalinis Raf.: Die (40 bis 70) etwa 45 Arten sind in Neuen Welt weitverbreitet.
  - Anisanthera Pennell ex Britton: Sie enthält nur eine Art:
    - Anisantherina hispidula (Mart.) Pennell: Sie ist von Mexiko über Zentralamerika bis Brasilien verbreitet und kommt in Kuba vor.[6]

  - Aureolaria Raf.: Die acht bis elf Arten sind in Nordamerika und Mexiko verbreitet.
  - Brachystigma Pennell (manchmal zu Agalinis Raf. gestellt): Sie enthält nur eine Art:
    - Brachystigma wrightii (A.Gray) Pennell: Sie ist von Arizona bis Mexiko verbreitet.

  - Dasistoma Raf. (manchmal in Agalinis Raf.): Sie enthält nur eine Art:
    - Dasistoma macrophylla (Nutt.) Raf.: Sie ist in Nordamerika weitverbreitet.

  - Esterhazya J.C.Mikan: Die vier bis sieben Arten sind in Südamerika verbreitet.
  - Lamourouxia Kunth: Die 26 bis 28 Arten sind von Mexiko und Peru verbreitet.
  - Macranthera Nutt. ex Benth.: Sie enthält nur eine Art:
    - Macranthera flammea (W.Bartram) Pennell: Sie ist in den südöstlichen USA verbreitet.

  - Seymeria Pursh: Die etwa 25 Arten sind hauptsächlich in Nordamerika verbreitet.
  - Seymeriopsis Tzvelev: Sie enthält nur eine Art:
    - Seymeriopsis bissei Tzvelev: Sie kommt nur auf Kuba vor.

  - Silviella Pennell: Die nur zwei Arten sind in Mexiko verbreitet.
  - Tomanthera Raf. (manchmal zu Agalinis Raf. gestellt): Die nur zwei Arten sind in Nordamerika verbreitet.

- Tribus Micrargerieae (unsicher): Es sind etwa vier Gattungen enthalten:
  - Gerardiina Engl.: Die nur eine oder zwei Arten sind im tropischen bis südlichen Afrika verbreitet.
  - Leptorhabdos Schrenk ex Fisch. & C.A.Mey.: Sie enthält nur eine Art:
    - Leptorhabdos parviflora (Benth.) Benth.: Sie kommt in Zentralasien, in Südwestasien und im nordwestlichen China vor.

  - Micrargeria Benth.: Die vier bis fünf Arten sind im tropischen Afrika und in Indien verbreitet.
  - Micrargeriella R.E.Fr.: Sie enthält nur eine Art:
    - Micrargeriella aphylla R.E.Fr.: Sie ist in der Republik Kongo und der Demokratischen Republik Kongo beheimatet.

- Tribus Orobancheae Lam. &. DC.: Es sind 14 bis 15 Gattungen enthalten:
  - Aeginetia L.: Die drei bis sechs Arten sind in Ostasien von Sri Lanka, Indien, Kambodscha, Myanmar, Thailand, China, Vietnam, Malaysia über Indonesien und die Philippinen bis Japan verbreitet.[7][6]
  - Boschniakia C.A.Mey. ex Bong. (Syn.: Xylanche Beck, Kopsiopsis Beck): Die nur zwei oder drei Arten sind im nördlichen Russland, vom nördlichen Indien über China (zwei Arten) und Korea bis Japan und im nordwestlichen Nordamerika verbreitet.[7]
  - Christisonia Gardner: Die 16 bis 23 Arten sind im tropischen Asien verbreitet.[7]
  - Cistanche Hoffmanns. & Link: Die 20 bis 26 Arten sind im Mittelmeerraum und von Äthiopien bis Indien und China verbreitet.[7] Darunter:
    - Gelbe Cistanche (Cistanche phelypaea (L.) Cout.)

  - Diphelypaea (L.) Nicolson (Syn.: Phelipea Pers., Phelypaea L., Phelypaea Tournef. non Phelypaea Thunb. nec Phaelypea Browne, Anoplanthus sect. Euanoplon (Endl.) Walpers, Anoplanthus sect. Anblatum (Hill) Endl., Anoplanthus Nyman, Anoplanthus sect. Macranoplon Reuter, Anoplon Rchb., Orobanche sect. Anoplon Wallroth nom. invalid., Lathraea L., Lathraea sect. Phylipea Scapoli, Alatraea Necker nom. illeg., Amblatum G.Don): Die nur drei Arten sind in Südwestasien verbreitet.
  - Epifagus Nutt.: Sie enthält nur eine Art:
    - Epifagus virginiana (L.) Barton: Sie ist in Nordamerika weitverbreitet.

  - Gleadovia Gamble & Prain: Die nur zwei bis sechs Arten im Himalaja von Indien bis China verbreitet.
  - Harveya Hook.: Die 25 bis 40 Arten sind im tropischen und südlichen Afrika und auf den Maskarenen verbreitet.
  - Hyobanche L.: Die sieben bis acht Arten sind im südlichen Afrika verbreitet.
  - Mannagettaea Harry Sm.: Die nur zwei bis drei Arten kommen im östlichen Sibirien und in den chinesischen Provinzen südwestliches Gansu, südöstliches Qinghai sowie Sichuan vor.[7]
  - Necranthus Gilli (manchmal in Orobanche L.): Sie enthält nur eine Art:
    - Necranthus orobanchoides Gilli: Sie kommt in der Türkei vor.

  - Sommerwurzen (Orobanche L., Syn.: Aphyllon Mitch., Boulardia F.W.Schultz, Myzorrhiza Phil.; ob Phelipanche Pomel enthalten ist, wird kontrovers diskutiert): Die etwa 200 Arten sind hauptsächlich in den gemäßigten Gebieten der Nordhalbkugel verbreitet.
  - Paraharveya Eb.Fischer & Siedentop: Sie wurde 2004 aufgestellt und enthält nur eine Art in Zentral- und Ostafrika.
  - Phacellanthus Siebold & Zucc. (manchmal in Sopubia Buch.-Ham. ex D.Don, Syn.: Tienmuia Hu): Sie enthält nur eine Art:
    - Phacellanthus tubiflorus Siebold & Zucc. (Syn.: Phacellanthus continentalis Kom., Tienmuia triandra Hu): Sie ist in Russlands Fernen Osten, Japan, Korea und in den chinesischen Provinzen Gansu, Hubei, Hunan, Jilin, Shaanxi sowie Zhejiang verbreitet. Ihre Wirtspflanzen sind Fraxinus-Arten.[7]

  - Platypholis Maxim.: Sie enthält nur eine Art:
    - Platypholis boninsimae Maxim.: Sie ist in Japan beheimatet.

- Tribus Rhinantheae Lam. & DC.: Diese Hemiparasitischen Pflanzen sind hauptsächlich in der Alten Welt verbreitet. Es sind je nach Autor 13[9] bis 21 Gattungen enthalten:[10]
  - Bartsia L.: Die 49 bis 54 Arten in den gemäßigten Gebieten der Nordhalbkugel und den Gebirgen der Tropen verbreitet.
  - Bartsiella Bolliger: Sie enthält nur eine Art:
    - Bartsiella rameauana (Emb.) Bolliger: Dieser Endemit gedeiht nur im Hohen und Mittleren Atlas-Gebirge in Marokko.

  - Bornmuellerantha Rothm.: Diese zuvor monotypische Gattung enthält seit 2010 zwei Arten:[11]
    - Bornmuellerantha alshehbaziana Dönmez & Mutlu: Sie wurde 2010 aus der türkischen Provinz Antalyace erstbeschrieben.
    - Bornmuellerantha aucheri (Boiss.) Rothm.: Sie kommt in Armenien, im nördlichen bis nordwestlichen Iran, im nordwestlichen Syrien, im Libanon und in der südlichen, zentralen sowie östlichen Türkei vor.

  - Conopholis Wallr.: Die nur zwei Arten sind in Nord- und Zentralamerika verbreitet.[12]
  - Eremitilla Yatsk. & J.L.Contr.: Sie wurde 2009 durch G. A Yatskievych und J. L. R. Contreras Jiménez in Novon, 19, 2, S. 267 aufgestellt und enthält nur eine Art:
    - Eremitilla mexicana Yatsk. & J.L.Contr.: Sie wurde 2009 aus dem mexikanischen Bundesstaat Guerrero erstbeschrieben.

  - Augentroste (Euphrasia L.): Die (mehr als 170 bis) über 350 Arten sind fast weltweit verbreitet, mit einem Schwerpunkt auf der Nordhalbkugel.
  - Hedbergia Molau: Sie enthält seit Scheunert et al. 2012 drei Arten:[10]
    - Hedbergia abyssinica (Benth.) Molau: Sie ist im tropischen Afrika verbreitet.
    - Hedbergia longiflora (Hochst. ex Benth.) A.Fleischm. & Heubl (Syn.: Bartsia longiflora Hochst. ex Benth., Bartsia macrophylla Hedberg, Bartsia longiflora subsp. macrophylla (Hedberg) Hedberg): Es gibt zwei Unterarten.
    - Hedbergia decurva (Hochst. ex Benth.) A.Fleischm. & Heubl (Syn.: Bartsia decurva Hochst. ex Benth.)

  - Schuppenwurzen (Lathraea L.): Die etwa sieben Arten sind in den gemäßigten Gebieten Eurasiens verbreitet.
  - Macrosyringion Rothm.: Die nur zwei Arten kommen im nördlichen sowie westlichen Spanien und in den höheren Gebirgen des Balkans sowie Anatoliens bis ostwärts zum Kaukasus vor.
  - Wachtelweizen (Melampyrum L.): Die (10 bis) etwa 35 Arten sind in den gemäßigten Gebieten der Nordhalbkugel verbreitet.
  - Nothobartsia Bolliger & Molau: Die zwei bis drei Arten sind in Südwesteuropa verbreitet.
  - Omphalotrix Maxim.: Sie enthält nur eine Art:
    - Omphalotrix longipes Maxim.: Sie ist im nordöstlichen Asien (China, Korea, Russlands Ferner Osten) verbreitet.

  - Odontitella Rothm.: Sie enthält nur eine Art:
    - Odontitella virgata (Link) Rothm.: Sie kommt nur im Zentrum und im Südwesten der Iberischen Halbinsel vor.

  - Zahntroste (Odontites Ludw.): Sie enthält 26 bis 32 Arten (Aufgrund morphologischer Merkmale werden Macrosyringion Rothm., Odontitella Rothm., Bornmuellerantha Rothm. und Bartsiella Bolliger von der Gattung abgespalten[13], eine molekularbiologische Bestätigung gibt es bisher nicht).
  - Teerkräuter (Parentucellia Viv.): Die zwei bis vier Arten sind ursprünglich in Südeuropa, Westeuropa, in Nordafrika und in West- und Zentralasien verbreitet. Dazu gehören:
    - Breitblättriges Teerkraut (Parentucellia latifolia (L.) Caruel)
    - Klebrige Parentucellie (Parentucellia viscosa (L.) Caruel)

  - Läusekräuter (Pedicularis L.): Die mehr als 350 bis über 600 Arten sind hauptsächlich auf der Nordhalbkugel (nur eine Art in den Anden) und besonders in den Gebirgen Zentral- und Ostasiens verbreitet.
  - Phtheirospermum Bunge ex Fisch. & C.A.Mey.: Die vier bis sieben Arten sind in Ostasien verbreitet.
  - Pterygiella Oliv. (manchmal in Monochasma Maxim. ex Franch. & Sav.): Die nur vier bis fünf Arten kommen nur in den chinesischen Provinzen Guangxi, Sichuan sowie Yunnan vor.[7]
  - Klappertöpfe (Rhinanthus L.): Die 45 Arten sind hauptsächlich auf der Nordhalbkugel verbreitet.
  - Rhynchocorys Griseb.: Die bis zu sechs Arten sind von Südeuropa und Nordafrika bis zum Iran verbreitet.
  - Tozzia L.: Sie enthält nur eine Art:
    - Alpenrachen (Tozzia alpina L.): Sie gedeiht in europäischen Gebirgen: Pyrenäen, Alpen, Karpaten und auf der Balkanhalbinsel.

- Tribus Xylocalyceae (unsicher): Sie enthält nur eine Gattung:
  - Xylocalyx Balf. f.: Von den etwa fünf Arten kommen drei nur in Somalia und zwei nur auf Sokotra vor.[6]

- Incertae sedis: Die folgende Liste enthält die noch nicht in eine Tribus eingeordneten Gattungen:
  - Ancistrostylis T.Yamaz.: Sie enthält nur eine Art:
    - Ancistrostylis harmandii (Bonati) T.Yamaz.: Sie kommt nur in Laos vor.

  - Lindenbergia Lehm.: Die etwa 15 Arten sind in Afrika und Asien verbreitet.
  - Pseudobartsia D.Y.Hong: Sie enthält nur eine Art:
    - Pseudobartsia yunnanensis D.Y.Hong: Dieser Endemit gedeiht in Wäldern in Höhenlagen von etwa 2300 Meter nur im Songming Xian in der chinesischen Provinz Yunnan.[7]

  - Rehmannia Libosch. ex Fisch. & C.A.Mey.: Die etwa neun Arten sind in China verbreitet.[14]
  - Spirostegia Ivanina: Sie enthält nur eine Art:
    - Spirostegia bucharica (B.Fedtsch.) Ivanina: Sie ist in Zentralasien verbreitet.

  - Tienmuia Hu (manchmal in Phacellanthus Siebold & Zucc.): Sie enthält nur eine Art:
    - Tienmuia triandra Hu (Syn.: Phacellanthus tubiflorus Siebold & Zucc.): Sie ist in Russlands Fernem Osten, Japan, Taiwan, Korea und in den chinesischen Provinzen Gansu, Hubei, Hunan, Jilin, Shaanxi sowie Zhejiang verbreitet.[7]

  - Xizangia D.Y.Hong: Die nur zwei Arten sind in Tibet verbreitet.[7]